# Bellestar (Montferrer i Castellbò)
Bellestar (AFI: [baʎesˈta]) és un nucli de població del municipi de Montferrer i Castellbò (Alt Urgell). El poble es troba dalt d'un turó a 793 metres d'altitud, a tres quilòmetres de la Seu d'Urgell (sis per carretera) i veí del poble d'Aravell. Va ser municipi independent fins al 1857 quan es va integrar els municipis de Bellestar i Montferrer al d'Aravell amb el nom d'Aravell y Ballestá.
El poble tenia l'any 2007 106 habitants, 49 al nucli i 57 disseminats. No hi ha cap casa que destaqui arquitectònicament, la gran majoria molt antigues. La majoria de carrers tenen força pendent i darrere la plaça es troba l'església parroquial de Sant Pere de Bellestar, reformada a la darreria del segle xx, està dedicada a sant Pere i té un campanar de torre adossat. Històricament formava part del vescomtat de Castellbò, dins el quarter de Castellciutat.

## Situació
El terme es troba a la fi del serrat Roi i el serrat de la Mola. A l'oest del turó de Bellestar es troba el serrat del Pui i al sud la serra de Sant Marc, continuació del turó de Bellestar, ambdós serrats separen el sector de Bellestar del d'Aravell.

### Indrets
A més del poble, alguns indrets són: el despoblat de Campmajor, l'ermita de Sant Marc, els paratges de Benavarre i Navaners, les Comelles, les Colomines, el Colomer, els Egols i els Inferns o Setinferns. Les festes més importants del poble són la festa major, últim cap de setmana d'octubre, la festa de primavera o de Sant Marc, i l'aplec de la Trobada.
A l'est del turó de Bellestar es troba el paratge de Benavarre i el paratge de Navaners, aquest últim per sobre el serrat de Navaners. Entre el turó de Bellestar i Benavarre s'obre una estreta plana orientada de nord a sud, paral·lela a la serra de Sant Marc, travessada pel riu de la Mare de Déu de la Trobada. El paratge de Benavarre, força pla, es troba a uns 830 metres d'altitud, i limita amb el municipi de la Seu d'Urgell. El paratge, elevat respecte a la plana de la Seu, sembla un serrat o un turó vist des de baix. La llau de Benavarre, un torrent curt i de força desnivell, fa de límit natural entre els municipis de la Seu d'Urgell i Montferrer i Castellbò. Més avall de la llau es troba Fontantiga. Per Benavarre hi passa el camí del mateix nom, que unia Bellestar amb la capital comarcal, la Seu d'Urgell, amb l'arribada del cotxe aquest entrà amb desús i principalment s'empra la carretera que porta a la Trobada per anar a la Seu.
A l'oest de Navaners es troba el serrat del Corb i la plana de sota el serrat de Montferrer de Segre i Castellciutat. Seguint el curs del riu de la Mare de Déu de la Trobada, trobem el sector de la Trobada, on hi ha l'ermita dedicada a la Mare de Déu de la Trobada i l'ajuntament de Montferrer i Castellbò. Aquest sector, que s'obre entre dos serrats comunica amb la plana de sota el serrat de Montferrer.
El riu de la Mare de Déu de la Trobada també és conegut com a riu de Bellestar, nom poc encertat, ja que ja existeix aquest riu a l'oest de Bellestar i que desemboca al riu d'Aravell i aquest últim al riu de la Mare de Déu de la Trobada.

## L'economia
Bellestar és un poble tradicionalment ramader i agrícola, i en continua sent. Els cereals, les patates i prats han estat els conreus tradicionals del segle xx, a més dels petits horts familiars. Anteriorment al segle xix eren especialment importants els conreus de llegums, vinya, ametllers i rebolls. A Aravell i Bellestar, on de sempre hi ha hagut menys regadiu, abundaven les oliveres i els castanyers.
Actualment, però, el conreu del terme es troba en gran part condicionat per la ramaderia, i per això el terreny aprofitable per a conreus s'ha anat convertint en pastures. La plaga de la fil·loxera (1893) acabà amb la vinya dels Pirineus, entre d'altres, i fou un determinant pel canvi d'economia per a Bellestar i bona part de l'Urgellet. Des de la Seu d'Urgell el canvi fou impulsat per Josep Zulueta i Gomis, que transformà les terres de regadiu en prats artificials per al manteniment de vaques lleteres que ell mateix importà de Suïssa i es creà la Cooperativa Lletera del Cadí.
També destaca el panís o blat de moro, bastant important al terme sobretot des de la construcció del rec d'Aravell i Bellestar, o rec dels Quatre Pobles, que pren l'aigua de la Valira a la frontera amb Andorra. També s'hi fa farratge. La importància de les pastures fa possible una bona densitat ramadera, puix que són aprofitades especialment per la ramaderia bovina, sobretot vaques destinades a la producció de llet, i ovina, les activitats ramaderes tradicionals del terme. Tanmateix, a diferència d'altres pobles de l'Urgellet, s'han desenvolupat també altres especialitats ramaderes, fins a assolir una certa importància com les granges porcines.

### Serveis
Els serveis interns són escassos. Hi ha una escola primària a Montferrer de Segre, que substitueix l'antiga que hi havia al poble, als baixos d'una casa, i per als estudis de secundària cal anar a la Seu d'Urgell. A Bellestar hi ha l'Escola de Capacitació Agrària del Pirineu, que disposa d'una residència per als estudiants forans i des del 2012 una escola eqüestre de Bellestar que formarà 120 alumnes l'any.
Al sector de Benavarre es troba l'abocador, que dona servei a l'Urgellet.
El serveis sanitaris es troben o bé a Montferrer, el CAP, o bé a l'hospital comarcal de la Seu. L'oferta turística creix lentament, però de manera considerable. Amb la construcció del golf d'Aravell i l'augment del turisme als Pirineus s'han construït dos cases d'apartaments i el bar del poble, situat als afores, ha renovat les instal·lacions per encavir-hi un restaurant.
També hi ha un poliesportiu, que a més de poder-hi practicar esport, s'hi celebren les festes majors que abans se celebraven al paller de Cal Vicenç.